# Wezyr Nic-po-nim
Wezyr Nic-po-nim (ang. Iznogoud) – francusko-brytyjski serial animowany oparty na podstawie komiksu Iznogud. 

## Bohaterowie
- Wezyr Nic-po-nim – główny bohater serialu, de facto rządzący orientalnym państwem w zamierzchłej przeszłości. Często powtarza: Chcę być sułtanem, zamiast sułtana! Wymyśla najróżniejsze sposoby lub kupuje nietrafione pomysły (padając ofiarą oszusta), by pozbyć się sułtana i przejąć tron. Oficjalnie jest jego sługą, ale w praktyce wezyr kieruje wszystkimi sprawami państwa. Ale to mu nie wystarczy, bo cześć oddawana jest sułtanowi. Ma talent do wpakowywania się w kłopoty. Każdy odcinek kończy się albo jego śmiercią, albo wpadnięciem we własne sidła nieodwracalnie.
- Abdullah – pomocnik wezyra.
- Harun Łaskawy – sułtan. Często śpiący i znudzony, skrajny hedonista. Władza go męczy, więc wyręcza się we wszystkich kompetencjach wezyrem. Ślepo mu wierzy. Nic nie wie o rządzeniu prócz dyrygowania służbą mającą go nakarmić i zabawić.

## Wersja polska
Premiera serialu w Polsce odbyła się 14 lutego 1996 roku na antenie Canal+. Serial emitowany był również na kanale RTL 7 ok. roku 1996, a później (w 2000 r.) nadawany przez MiniMax.
Wersja polska: Start International Polska
Reżyseria: Ewa Kania
Udział wzięli:
- Jacek Czyż – wielki wezyr Nic-po-nim
- Wojciech Machnicki – Abdullah
- Kazimierz Kaczor – sułtan Harun Łaskawy

oraz:
- Włodzimierz Bednarski – 
  - Latający Szejk (odc. 20a),
  - strażnik (23a),
  - strażnik przyprowadzający Hatowato Isoyamiego (odc. 24a),
  - mistrz cechu tkaczy latających dywanów (odc. 24a),
  - rzeczny dżin (odc. 25b),
  - strażnik świętych przyborów toaletowych sułtana Haruna Łaskawego (26b)
- Jan Kulczycki – 
  - policjant (odc. 20a)
  - służący (odc. 20b),
  - celnik #2 (odc. 20b)
- Artur Kaczmarski – podczaszy (odc. 20a)
- Tadeusz Borowski – 
  - nadworny kucharz (odc. 20a),
  - taksówkarz (odc. 20a),
  - człowiek kwestionujący zasadność rewolucji (odc. 20b),
  - farmer blokujący drogę (22b),
  - czarnoksiężnik (23a),
  - przewodnik w muzeum (odc. 24a)
- Mariusz Leszczyński – sułtan Saliman Straszny (odc. 20b)
- Jerzy Mazur – 
  - śpiący strażnik #2 (odc. 20b),
  - strażnik #1 (odc. 21a),
  - jeden z kierowców słoni (odc. 21a),
  - zębolog Aturwizow (odc. 21b),
  - jeden z krzyżówkowiczów (odc. 22a),
  - kierowca słonia (22b),
  - kupiec (odc. 23a),
  - strażnik Chińskiego Muru (odc. 23a),
  - podziwiający Chińczyk #1 (odc. 23a),
  - sprzedawca wielbłądów (odc. 24a),
  - jeden z ludzi podziwiających siłacza (odc. 24a),
  - oburzony klient #2 (25a),
  - szambelan (25a),
  - kupiec z francuskim akcentem (26a),
  - uczestnik oficjalnej wizyty władców (26b)
- Aleksander Gawroński – celnik #1 (odc. 20b)
- Cezary Kwieciński – dżin (odc. 20b, 24b)
- Arkadiusz Jakubik – 
  - śpiący strażnik #1 (odc. 20b),
  - strażnik sułtana Salimana Strasznego (odc. 20b),
  - kelner (odc. 22a),
  - wielbłądostopowicz (22b),
  - mechanik (22b),
  - Hatowato Isoyami (odc. 24a),
  - człowiek uwielbiający słonie (26b),
- Ryszard Nawrocki – 
  - czarodziej (odc. 21a),
  - przywódca najemników (odc. 22a),
  - Chińczyk (odc. 23a),
  - strażnik (26b)
- Aleksander Mikołajczak – 
  - rysownik Sulejman (odc. 21a),
  - Szybki Ali (odc. 23a)
- Jarosław Domin – 
  - strażnik #1 (odc. 21a),
  - współstrażnik Alego (odc. 24a),
  - kierowca wielbłąda (odc. 24a),
  - kupiec handlujący arabskimi olejkami (24b),
  - kapitan sułtańskiej eskorty (25a),
  - uczestnik oficjalnej wizyty władców (błąd dubbingu, 26b),
- Agata Gawrońska – 
  - handlarka #1 (odc. 21b),
  - papuga (odc. 23a),
- Magdalena Wołłejko – handlarka #2 (odc. 21b)
- Ewa Serwa – handlarka #3 (odc. 21b)
- Jarosław Boberek – 
  - żeglarz Nietakizły (odc. 21b),
  - Małolotny (22b),
  - przechodzień zatroskany rybą (odc. 25b),
- Jerzy Molga – 
  - przywódca krzyżowkowiczów (odc. 22a),
  - strażnik (odc. 23a),
  - podziwiający Chińczyk #2 (odc. 23a),
  - kupujący wielbłąda (odc. 24a),
  - strażnik Ali (odc. 24a)

- Jacek Jarosz – 
  - klient knajpy (odc. 22a),
  - właściciel zajazdu (22b),
  - kupiec handlujący figurkami (24b)
- Jacek Kopczyński – 
  - rogatkowy (22b),
  - kasjer (odc. 24a),
  - audytor (odc. 24a),
  - oburzony klient #1 (25a),
  - szukający szambelana (25a)
- Marek Frąckowiak – 
  - sprzedawca (24b),
  - celnik (odc. 21b),
  - Alijaja (odc. 22a),
  - królewski czarownik (26b)
- Mieczysław Gajda –
  - kupiec handlujący lampami z dżinami (24b),
  - właściciel wielbłąda (odc. 25b),
  - sułtański fryzjer (odc. 26b)
- Piotr Zelt –
  - Dabuldach z Krety (25a),
  - policjant (25a),
  - kupiec (26a),
  - król (26b)
- Józef Mika – 
  - informator wezyra (odc. 23a),
  - oburzony klient #3 (25a)

i inni
Lektor: Piotr Borowiec

## Spis odcinków
Każdy odcinek jest historią całkowicie niezależną od pozostałych. Zawsze kończy się zamknięciem tytułowego bohatera w pułapce bez wyjścia, albo zaginięciem, albo nieodwracalnym unieszkodliwieniem.
| Nr             | Polski tytuł                    | Angielski tytuł            |
| -------------- | ------------------------------- | -------------------------- |
|                |                                 |                            |
| SERIA PIERWSZA |                                 |                            |
|                |                                 |                            |
| 01             |                                 | The Hideaway Bed           |
| 01             | Hats Off!                       |                            |
|                |                                 |                            |
| 02             |                                 | The Magic Catalogue        |
| 02             | Hopping Back to the Future      |                            |
|                |                                 |                            |
| 03             |                                 | Iznogoud’s Unlucky Star    |
| 03             | Iznogoud’s Student              |                            |
|                |                                 |                            |
| 04             |                                 | Big Eyes                   |
| 04             | The Time Machine                |                            |
|                |                                 |                            |
| 05             |                                 | Croaking the Night Away    |
| 05             | One for the Road                |                            |
|                |                                 |                            |
| 06             |                                 | State Visit                |
| 06             | The Mysterious Poster Hanger    |                            |
|                |                                 |                            |
| 07             |                                 | The Pic-Nic                |
| 07             | The Sultan’s Double             |                            |
|                |                                 |                            |
| 08             |                                 | The Western Potion         |
| 08             | The Genie                       |                            |
|                |                                 |                            |
| 09             |                                 | Goldfingers                |
| 09             | Incognito                       |                            |
|                |                                 |                            |
| 10             |                                 | It’s a Dog’s Tune          |
| 10             | A Wonderful Machine             |                            |
|                |                                 |                            |
| 11             |                                 | The Curse of the Diamond   |
| 11             | Close Encounters of an Odd Kind |                            |
|                |                                 |                            |
| 12             |                                 | The Challenge              |
| 12             | Slip Sliding in the Sultanate   |                            |
|                |                                 |                            |
| 13             |                                 | The Crazy Cruise           |
| 13             | Watch Out! There’s a Fly About! |                            |
|                |                                 |                            |
| 14             |                                 | Giant’s Island             |
| 14             | Tall Tales                      |                            |
|                |                                 |                            |
| 15             |                                 | Elections in the Sultanate |
| 15             | The Wax Museum                  |                            |
|                |                                 |                            |
| 16             |                                 | The Genie of the Mirror    |
| 16             | The Memory Potion               |                            |
|                |                                 |                            |
| 17             |                                 | Sweet Dreams               |
| 17             | A Fairy Tale                    |                            |
|                |                                 |                            |
| 18             |                                 | Musical Chairs             |
| 18             | The Magic Puzzle                |                            |
|                |                                 |                            |
| 19             |                                 | In the Summertime          |
| 19             | The Sultan’s Sceptre            |                            |
|                |                                 |                            |
| 20             | Eliksir szejka                  | The Sheikh’s Potion        |
| 20             | Dzień na opak                   | Nut’s Day                  |
|                |                                 |                            |
| 21             | Portret sułtana                 | The Sultan’s Portrait      |
| 21             | Śmiertelna maść                 | The Mysterious Ointment    |
|                |                                 |                            |
| 22             | Złote jaja                      | Iznogoud’s Nest Eggs       |
| 22             | Droga do nikąd                  | The Road to Nowhere        |
|                |                                 |                            |
| 23             | Tajemnica niewidzialności       | The Invisible Thread       |
| 23             | Czarodziejski dywan             | The Magical Carpet         |
|                |                                 |                            |
| 24             | Magiczne wspomnienia            | Magic Memories             |
| 24             | Wyspa wspomnień                 | Souvenir’s Island          |
|                |                                 |                            |
| 25             | Labirynt                        | The Maze                   |
| 25             | Przygoda z dżinem               | Mean Genie                 |
|                |                                 |                            |
| 26             | Polowanie na tygrysy            | The Tiger Hunt             |
| 26             | Magiczna figurka                | A Hairy Statuette          |
|                |                                 |                            |